# Remigiusz Kapica
Remigiusz Kapica (ur. 28 września 2000) – polski siatkarz, grający na pozycji atakującego.

## Sukcesy klubowe
Mistrzostwa Śląska Juniorów:
- 2019[6]
- 2015

Ogólnopolska Olimpiada Młodzieży:
- 2016
- 2015

Mistrzostwa Polski Kadetów:
- 2017

Mistrzostwa Polski Juniorów:
- 2019

## Sukcesy reprezentacyjne
Letnia Uniwersjada:
- 2025[7]

## Nagrody indywidualne
- 2017: MVP Mistrzostw Polski Kadetów
- 2019: MVP Mistrzostw Śląska Juniorów
- 2019: Najlepszy atakujący Mistrzostw Polski Juniorów